# هنری سدلی
هنری سدلی (انگلیسی: Henry Sedley؛ ‏ ۲۶ مارس ۱۸۸۱ – ۱۳ نوامبر ۱۹۶۲) بازیگر اهل ایالات متحده آمریکا بود.
از فیلم‌هایی که وی در آن‌ها نقش داشته‌است، می‌توان به هیاهو و مبارزه برای عدالت اشاره نمود.